# 니콜라에 치우커

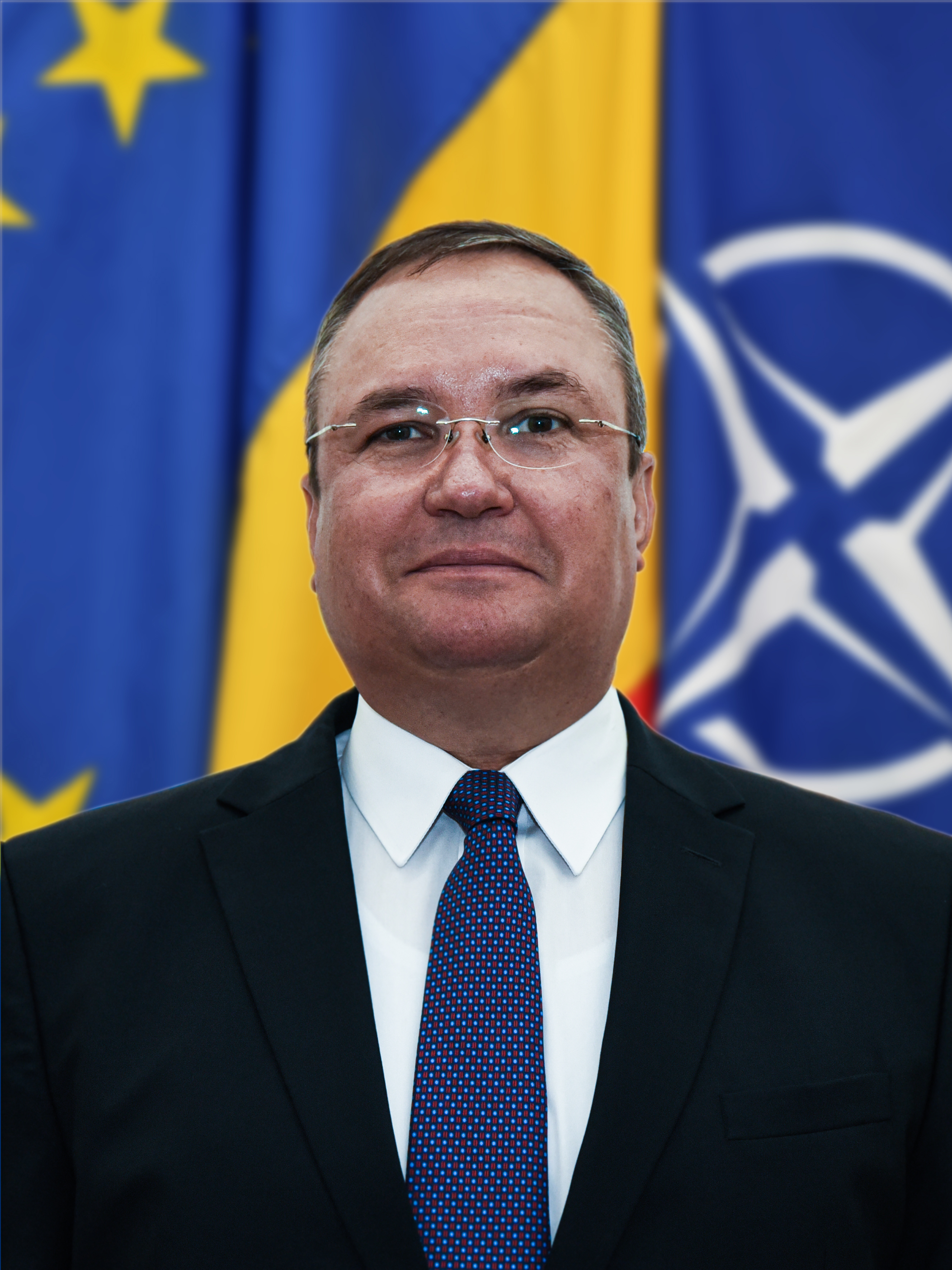
니콜라에 치우커(2019년)

니콜라에 이오넬 치우커(루마니아어: Nicolae Ionel Ciucă, 1967년 2월 7일~ )는 루마니아의 군인, 정치인이다.
그는 군인 출신으로 이라크를 포함한 각종 전쟁에 참전하여 크게 활약했으며, 2015년부터 2019년까지 군 총참모장을 지냈다. 2019년 11월 4일부터 2021년 11월 25일까지 국방장관을 역임하였다. 루도비크 오르반 총리의 사임 이후 2020년 12월 7일부터 23일까지 총리직을 잠시 대행했다. 2021년 11월 25일부터 2023년 6월 12일까지 루마니아의 제70대 총리직을 역임했다. 그는 국민자유당 소속의 정치인이다.